# Borrow My Heart
"Borrow My Heart" é o single de estreia do vice-campeão da quinta temporada do The X Factor Austrália, Taylor Henderson. A canção foi lançado digitalmente pela Sony em 1 de Novembro de 2013, como o primeiro single de seu álbum de estréia auto-intitulado, Taylor Henderson. "Borrow My Heart" estreou no número um na ARIA Singles Chart e recebeu certificado de Ouro pela Australian Recording Industry Association por vender 35 mil cópias.

## Fundo musical e lançamento
"Borrow My Heart" foi escrito por Louis Schoorl, Hayley Warner e Alex Hope, e produzido por Schoorl.  Teria sido single o vencedor de Henderson da quinta série do The X Factor, se  tivesse ganho o show. No entanto, Henderson terminou em segundo lugar. No dia 1 de Novembro de 2013, foi anunciado que o Henderson assinou um contrato com a gravadora Sony Music Austrália, e "Borrow My Heart" foi lançado digitalmente como seu single de estréia mais tarde naquele mesmo dia. Um CD single foi lançado no dia 8 de Novembro de 2013.